# Wilkiszki (okręg tauroski)
Wilkiszki (lit. Vilkyškiai, niem. Willkischken) – miasteczko na Litwie, położone w okręgu tauroskim w rejonie pojedzkim, 15 km na wschód od Pojegów, przy drodze Pojegi–Jurbork, 883 mieszkańców (2001). Siedziba starostwa Wilkiszki. Miejscowość znajduje się w obrębie Rambynaskiego Parku Regionalnego.
W miasteczku znajduje się tu kościół katolicki, kościół luterański, pomnik mieszkańców poległych w czasie I wojny światowej, pomnik upamiętniający przybycie kolonistów z Salzburga po zarazie morowej w latach 1709–1711, cmentarz luterański oraz szkoła i poczta.
W pobliżu miasteczka we wsi Mociszki znajduje się dom dziadków niemieckiego pisarza Johannesa Bobrowskiego (1917–1965).
Urodził się tutaj pastor Oskar Brüsewitz.
Od 2006 miasteczko posiada własny herb nadany dekretem prezydenta Republiki Litewskiej.